# بورصة زيمبابوي
بورصة زمبابوي، هي البورصة الرسمية لزيمبابوي . يعود تاريخها إلى عام 1896  ولكن لم تفتح للاستثمار الأجنبي إلا في عام 1993. يوجد في البورصة حوالي عشرة أعضاء، وهي تدرج حاليًا 63 سهمًا. هناك مؤشران رئيسيان يعملان بها .

## التاريخ
تم افتتاح أول بورصة في زيمبابوي بعد وقت قصير من وصول العمود الرائد في بولاوايو في عام 1896. ومع ذلك، عملت فقط لمدة ست سنوات. تم إنشاء البورصات الأخرى في ( غويرو ) و ( موتاري ). افتتحت بورصة موتاري ، التي افتتحت عام 1896 ، مع نجاح التعدين المحلي، ولكن مع إدراك أن الودائع في المنطقة لم تكن واسعة النطاق، انخفض النشاط وأغلق في عام 1924. بعد الحرب العالمية الثانية ، تم تأسيس بورصة جديدة في بولاوايو من قبل ألفريد مولوك بنتلي وبدأ التعامل في يناير 1946.
تم افتتاح الطابق الثاني في سالزبوري ( هراري ) في ديسمبر 1951 وتم التداول بين المركزين عبر الهاتف . استمر المتداولون في العمل عن طريق الهاتف إلى أن تقرر سن تشريع يحكم حقوق وواجبات أعضاء البورصة والجمهور المستثمر العام.
وصل قانون روديسيا للأوراق المالية إلى القانون الأساسي في يناير 1974. واصل أعضاء البورصة التداول كما كان من قبل ولأسباب قانونية، أصبح من الضروري إنشاء بورصة جديدة تتزامن مع إصدار التشريع. يعود تاريخ الصرف إلى إصدار القانون في عام 1974 ، ويتم تشغيله وتنظيمه وفقًا للقانون وتعديلاته، بما في ذلك قانون بورصة زيمبابوي لعام 1996: الفصل 24:18.
بعد حصولها على الاستقلال عن بريطانيا عام 1980 ، غيرت البورصة اسمها من روديسيا إلى بورصة زيمبابوي.
مع تدهور الاقتصاد الزيمبابوي، أدى التضخم المفرط إلى جعل الدولار الزيمبابوي عديم الفائدة وتم تبني الدولار الأمريكي باعتباره العطاء القانوني للتداول في البورصة في فبراير 2009.
اعتبارًا من مارس 2009 ، كانت التجارة ضعيفة للغاية، حيث يوجد عدد قليل جدًا من المستثمرين الأجانب المستعدين للمخاطرة بالتداول في السوق. يتم تداول معظم الأسهم في نطاق المائة بالولايات المتحدة، مع تداول ما لا يقل عن 26 من الأسهم المختلفة على الإطلاق.